# Christopher Mayer
George Charles (Christopher) Mayer (New York, 21 februari 1954 – Sherman Oaks, 23 juli 2011) was een Amerikaans acteur.
Mayer werd geboren in de wijk Manhattan en groeide op in Ridgewood, New Jersey, als de oudste van zeven kinderen. Na een studie aan Colgate University werd hij zakenman in New York, waar hij na een jaar acteur besloot te worden. Al snel verscheen hij in diverse reclamespotjes.
Zijn grote doorbrak kwam in 1982, toen hij de rol van het "neefje" Vance Duke in The Dukes of Hazzard kreeg omdat hoofdrolspelers Tom Wopat (Luke Duke) en John Schneider (Bo Duke) vlak voor de opnamen waren afgehaakt wegens een salarisconflict. Na 19 afleveringen werd Mayer weer uit de serie geschreven omdat Warner Brothers het salarisconflict met Wopat en Schneider inmiddels had bijgelegd. Vervolgens speelde Mayer twee jaar lang de ex-gigolo T.J. Daniels in de soap Santa Barbara.

In 1999 had Mayer een klein rolletje in de film Liar Liar met Jim Carrey.
Mayer was driemaal getrouwd en zou een maand na zijn overlijden voor de vierde keer trouwen. Hij had een dochter uit zijn huwelijk met actrice Teri Copley en twee dochters uit zijn huwelijk met actrice Shauna Sullivan. Zijn tweede huwelijk, met actrice Eileen Davidson, bleef kinderloos. Hij had ook twee kleindochters.